# 塞德拉爾 (馬拉尼昂州)
塞德拉尔是巴西马拉尼昂州的一个市镇。总面积262.278平方公里，总人口9797人，人口密度37.4人/平方公里。